# 2009 en Haïti
Cet article présente les faits marquants de l'année 2009 en Haïti.

## Évènements
- Vendredi 6 mars 2009 : Un grave accident entre deux autocars transportant des passagers dans la ville de Cabaret, au nord de Port-au-Prince cause la mort d'au moins dix personnes.

- Mardi 7 avril 2009 : Le Conseil de sécurité de l'ONU reconnaît les progrès accomplis en Haïti dans certains domaines dont « le dialogue politique, l'extension de l'autorité de l'État, y compris la gestion des frontières, le renforcement de la sécurité, l'état de droit et les droits de l'homme », mais a aussi noté « avec préoccupation les défis à relever en matière de développement économique et social, au vu de la détérioration sensible des conditions de vie de l'immense majorité des Haïtiens ». Le Conseil « reconnaît l'importance cruciale de la conférence de donateurs de haut niveau consacrée à Haïti que la Banque interaméricaine de développement accueillera à Washington le 14 avril ».

- Mardi 14 avril 2009 : La secrétaire d'État américaine, Hillary Clinton, annonce que son pays va donner plus de 50 millions de dollars à Haïti.

- Jeudi 21 mai 2009 : Le bureau de la protection civile annonce que les fortes pluies de ses derniers jours ont causé l'inondation de plusieurs villes, dont Les Cayes, Léogâne et Saint-Marc, la destruction de plusieurs centaines de maisons et la mort d'au moins 11 personnes dans quatre régions. D'importants travaux de drainage étaient encours aux Gonaïves.

- Jeudi 18 juin 2009 : Une manifestation de proches de l'ex-président Jean Bertrand Aristide, dégénère lorsque de jeunes manifestants s'en prennent aux soldats de l'ONU qui tirent et tuent une personne.

- Samedi 11 juillet 2009 : Le naufrage du ferry assurant la liaison entre Anse-à-Pitres et Jacmel au large de la côte sud fait au moins six personnes mortes et plusieurs dizaines d'autres disparues. Une soixantaine de personnes été sur le navire, 16 ont pu être secourues.

- Mardi 28 juillet 2009 : Le naufrage d'un bateau de fortune qui transportait quelque 200 haïtiens fuyant le pays a fait au moins 9 morts et 70 portés disparus à quelque 3,7 km au sud-est des Îles Turks-et-Caïcos[1].